# Griffith Jones
Pour les articles homonymes, voir Harold Jones et Jones.
Griffith Jones, de son vrai nom Harold Jones, né le 19 novembre 1909 et mort le 30 janvier 2007 à Londres, est un acteur britannique.

## Filmographie partielle
- 1934 : Leave It to Blanche d'Harold Young
- 1935 : First a Girl de Victor Saville
- 1937 : Return of a Stranger de Victor Hanbury
- 1942 : Riposte à Narvik (The Day Will Dawn) de Harold French
- 1944 : Henry V de Laurence Olivier
- 1945 : Le Masque aux yeux verts de Leslie Arliss
- 1945 : L'Honorable Monsieur Sans-Gêne (The Rake's Progress) de Sidney Gilliat
- 1947 : Je suis un fugitif de Alberto Cavalcanti
- 1948 : Miranda de Ken Annakin
- 1957 : La Vérité sur les femmes (The Truth About Women) de Muriel Box